# Tyler Goodrich White
Tyler Goodrich White (Atlanta (Georgia), 1961) is een Amerikaans componist, muziekpedagoog, musicoloog, dirigent, violist en altviolist.

## Levensloop
White groeide op in Manhattan (Kansas). Hij studeerde altviool bij Ann Woodward, viool bij Richard Luby, compositie bij Roger Hannay en orkestdirectie bij David Serrins aan de Universiteit van North Carolina in Chapel Hill (North Carolina) en behaalde zijn Bachelor of Music in 1983. Aansluitend studeerde hij aan de Cornell University in Ithaca (New York) en behaalde aldaar zijn Master of Fine Arts. In 1991 promoveerde hij aan dezelfde universiteit tot Doctor of Musical Arts. Hier waren zijn leraren voor compositie Steven Stucky en Karel Husa, voor musicologie Don M. Randel en voor orkestdirectie Edward Murray. Hij deed verdere studies aan het Conservatoire Américain de Fontainebleau, Fontainebleau bij André Boucourechliev, Betsy Jolas en Alain Louvier en in 1986-87 aan de Universiteit van Kopenhagen (Musikvidenskabeligt Institut - Københavns Universitet) bij Niels Viggo Bentzon. Hij nom ook aan cursussen deel van het Herbert Blomstedt Institute of Conducting. 
Tegenwoordig is hij directeur van de orkest activiteiten aan de Universiteit van Nebraska-Lincoln - Lincoln School of Music in Lincoln (Nebraska).
Als dirigent was hij te gast bij het Orquesta Sinfónica de Michoacan (OSIDEM)in Morelia (2008), het Waterford International Festival of Light Opera in Waterford (stad) (2007), het Lincoln Symphony Orchestra (2006), het Central Conservatory of Music in Peking (2004) en het Sewanee Summer Music Festival in Sewanee.
Als componist verwierf hij internationale bekendheid door prijzen en onderscheidingen van de American Society of Composers, Authors and Publishers (ASCAP), de Broadcast Music Incorporated (BMI), van het Conservatoire Américain de Fontainebleau (Prix Maurice Ravel), de Vienna Modern Masters en in 1996 de Omaha Symphony Guild International Composition Competition. In het gevolg kreeg hij opdrachten van het Atlanta Symphony Orchestra, de Cleveland Chamber Symphony en andere ensembles. In 1999 ging zijn opera O Pioneers! in première. 

## Composities

### Werken voor orkest
- 1981-1982 Varianti, voor strijkorkest en piano
- 1984 Triptych: Three Panels after Pascal - Symphony No. 1, voor orkest
  1. Overture
  2. Nocturne
  3. Passacaglia
- 1986 Scène de Ballet (après Stravinsky), voor orkest
- 1986-1988 Fantasia Ricercata: Soliloquy, voor trompet, strijkers en slagwerk
- 1990-1991 Mysterious Barricades, voor klavecimbel en 12 solo strijkers
- 1993 Threnos (William Schuman in memoriam), voor cello en orkest
- 1998 Escola de Samba (Samba School), voor strijkers
- 2001 Sanctuary, voor orkest
- 2004-2005 Mystic Trumpeter - Symphony No. 2, voor bariton en orkest - tekst: Walt Whitman

- 2005 Elegy “for the orphans of terror”, voor solo dwarsfluit, strijkers en harp
- 2005-2006 A Brand-New Summer, voor orkest

### Werken voor harmonieorkest
- 1997 rev.2002 Sanctuary, voor harmonieorkest

### Muziektheater

#### Opera's
| Voltooid in | titel               | aktes   | première                                                       | libretto |
| ----------- | ------------------- | ------- | -------------------------------------------------------------- | --- |
| 1996-1999   | O Pioneers!         | 3 aktes | 1999, Lincoln (Nebraska), University of Nebraska Opera Theatre | van de componist, naar een novel van Willa Cather                                                                         |
| 2008-2009   | The Shepherd’s Play | 1 akte  | 2009, Lincoln (Nebraska)                                       | Laura Mooneyham White en de componist, naar "The Second Shepherd’s Play" van een Wakefield Master uit Engeland (14e eeuw) |

### Werken voor koren
- 1995 Haec Dies, voor gemengd koor en orgel
- 2002 De Profundis, voor gemengd koor
- 2002 From Heaven Above: Holiday Prelude after Johann Sebastian Bach and Otto Nicolai, voor gemengd koor en orkest

### Vocale muziek
- 1986 stinging, voor sopraan, dwarsfluit en 3 slagwerkers - tekst: Edward Estlin Cummings
- 1989 Eagle Descending: An Elegiac Landscape, voor mezzosopraan, klarinet, trompet, cello, piano en slagwerk - tekst: Robert Penn Warren
- 1990-1991 Eagle Descending: An Elegiac Landscape, voor mezzosopraan en orkest - tekst: Robert Penn Warren
- 1990-1991 Songs for Federico García Lorca's "Bodas de sangre (Bloedbruiloft)", voor sopraan en slagwerk
- 1994 From the Song of Songs, voor sopraan (of tenor) en orgel
- 2002 Two Cather Songs (uit "O Pioneers!"), voor sopraan en piano

### Kamermuziek
- 1985 rev.1989 Divertimento, voor hobo, viool en cello 
  1. Intrada
  2. Serenata
  3. Deathwish Rhumba
- 1998 The Great Stone Door (Song of Savage Gulf), voor viool, cello en piano
- 2001 Divertimentoscuro, voor viool, altviool, cello, contrabas en piano
- 2008-2009 Symphony for Six, voor dwarsfluit, klarinet, viool, altviool, piano en slagwerk
- 2008-2009 Precipice III, voor hoorn en piano
- 2008-2009 A Summer Sonata, voor cello en piano

### Werken voor piano
- 1985 Berceuse (dream-sequence with flashbacks)

## Publicaties
- "The Music's Proper Domain": Form, Motive, and Tonality in Carl Nielsen's Symphony No. 4, Op. 29 ("The Inextinguishable"). D.M.A., Composition, Cornell University, 1991. xxxi, 121 p.  tbls., mus. exs., transcr., bibliog.

- International Standard Name Identifier: 0000 0000 4957 513X
- Library of Congress Control Number: nr2004028732
- Virtual International Authority File: 56562516
- WorldCat: E39PBJdrGMKFM6fKVGg4VHYVmd